# بورصة تايوان
شركة بورصة تايوان ( TWSE) هي مؤسسة مالية ، وتقع في تايبيه 101 ، في تايبيه ، تايوان . أنشئت في عام 1961 وبدأت تعمل بوصفها سوق للأوراق المالية في 9 فبراير 1962. يتم تنظيمها من قبل لجنة الرقابة المالية.

## روابط خارجية
- الموقع الرسمي